# Los Masos
Los Masos is een gemeente in het Franse departement Pyrénées-Orientales (regio Occitanie) en telt 562 inwoners (1999). De plaats maakt deel uit van het arrondissement Prades.

## Geografie
De oppervlakte van Los Masos bedraagt 5,7 km², de bevolkingsdichtheid is 98,6 inwoners per km².
De onderstaande kaart toont de ligging van Los Masos met de belangrijkste infrastructuur en aangrenzende gemeenten.

## Demografie
Onderstaande figuur toont het verloop van het inwonertal (bron: INSEE-tellingen).